# St. Bartholomäus (Holbach)

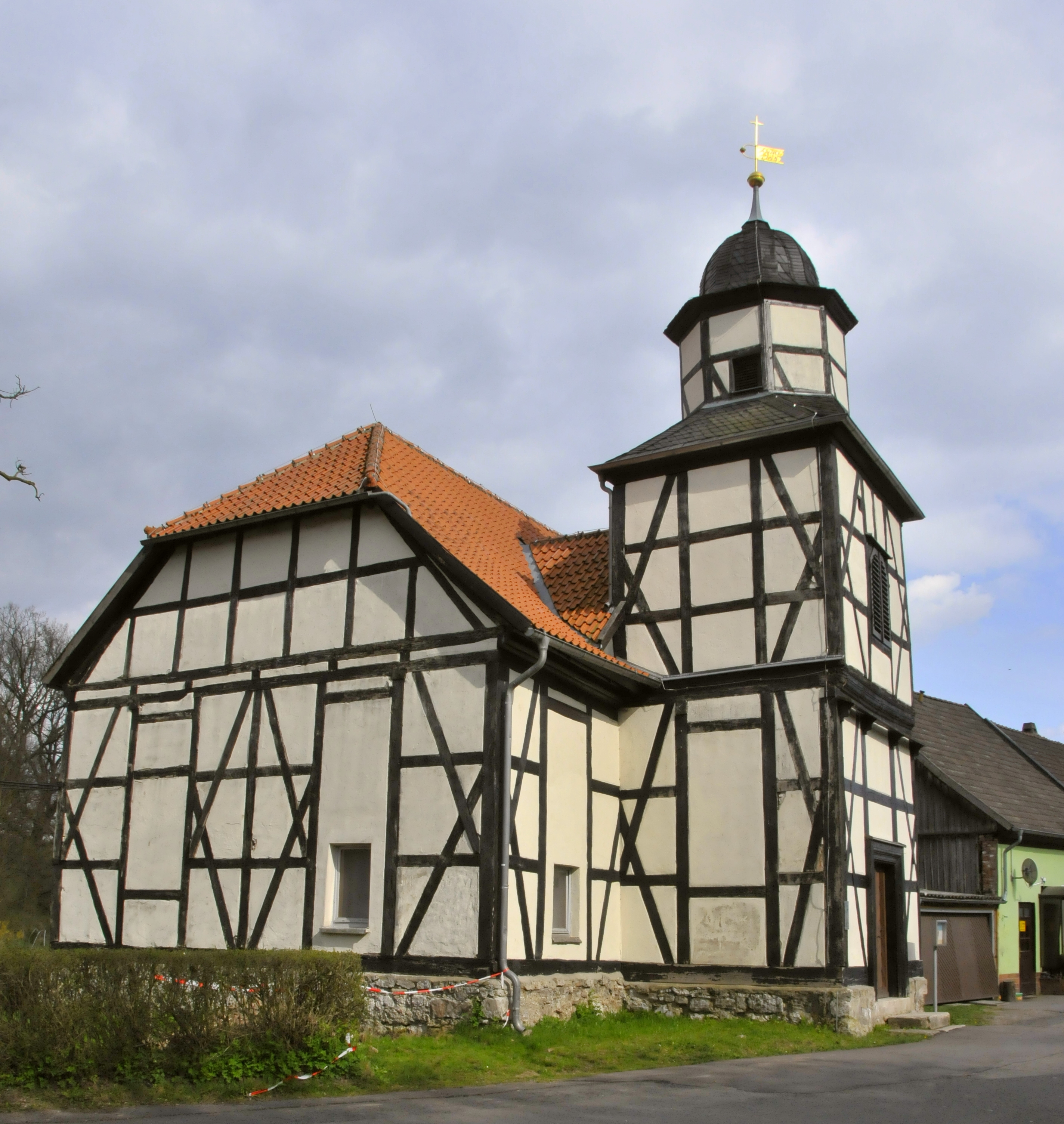
Holbach, St. Bartholomäus

Die evangelisch-lutherische Kirche St. Bartholomäus steht im Zentrum von Holbach, einem Ortsteil der Gemeinde Hohenstein im Landkreis Nordhausen in Thüringen. Die Kirchengemeinde Holbach gehört zum Pfarrbereich Trebra im Kirchenkreis Südharz der Evangelischen Kirche in Mitteldeutschland.

## Beschreibung
Die barocke Fachwerkkirche wurde um 1745 unter Einbeziehung älterer Bausubstanz aus dem 13. Jahrhundert errichtet. Die Saalkirche brauchte bereits 1773 eine Reparatur. Im Rahmen einer Sanierung erhielt die schiefergedeckte Haube des Kirchturms im Jahre 1994 seine weithin sichtbare vergoldete Turmkugel mit Wetterfahne und Kreuz. Im Gotteshaus befindet sich das Erbbegräbnis der Besitzer des einstigen Rittergutes Klettenberg, der Herren von Zangen.
Der Innenraum ist mit einem hölzernen Tonnengewölbe überspannt. Er hat Emporen an vier Seiten. Zur barocken Kirchenausstattung gehört der Kanzelaltar, über dem ein Gemälde des Malers Heinz Weber aus dem Jahr 1973, „Jesus Weg zur Kreuzigung“, thront.
Die Orgel mit neun Registern, verteilt auf zwei Manuale und Pedal, wurde 1835 von Friedrich Christian Knauf gebaut.
Mit Hilfe der Deutschen Stiftung Denkmalschutz wurde die Kirche gründlich restauriert.